# ピーター・ヒッチェンズ
ピーター・ヒッチェンズ（1951年10月28日 - ）は、イギリスの作家、評論家、ジャーナリスト。モスクワとワシントンで特派員を過去に務め、現在は主に The Mail on Sunday でコラムを担当している。 クリストファー・ヒッチェンズの弟。
自らバーク派保守主義を公言しており、現代のイギリスの社会、政治、外交を批判し、道徳観と自由の損失に警鐘をならす。

## 経歴

### 幼少期
ピーター・ヒッチェンズは1951年に海軍士官の父が当時駐在していた英国領マルタで生まれる。転勤族の父の都合のため、デヴォン、チチェスター、ケンブリッジとオックスフォードにある様々な学校に通った。典型的なイギリス紳士に育てたかった両親の意向に反して、思春期の彼は壮絶な反抗期に突入することになった。不良になりきり、社会と両親の束縛を断ち切ろうと、彼は車椅子に乗っている同級生に罵声を浴びせるなど過激な言動を始め、高齢者への冒涜や、法までも破ってしまう。麻薬保持、傷害未遂、暴動などの罪で警察に度々連行された。 。

”思春期真っ只中の青少年を本当に気の毒に思う。なりたい理想の自分とは程遠く、その理想に近づくこともできなく、何もかも理解できず、思春期が終わるまで理解できる技量がない。  また、もっとも悲惨な事は抑制すべき欲求を自由気ままに求めえることだ。だから現代の青少年は昔の青少年よりもっと惨めだ。誰も“止めろ”とはもう言わない。”

問題児でありながら、ヒッチェンズはオックスフォード大学付属の高校を卒業して、ヨーク大学に入学する。専攻科目は哲学と政治学であった。 大学時代に極左思想に染り、1969年から1975年までトロツキストの国際組織の会員だった。1973年に卒業。
1977年にイギリス労働党に入党したが、Daily Express で政治記者に就任した事と左翼運動に嫌気が差した事をきっかけに1983年に脱党した 。心変わりして1997年に保守党に入党したが、党が自身の保守思想からかけ離れている事に失望して、2003年にまた脱党した。

### ジャーナリズム
ヒッチェンズは1977年から2000年までDaily Expressで働いた 。最初は教育、産業、労働問題に特化した記者であったが、後に政治記者、最終的に政治部門の編集者に成り上がった。1990年代初頭から世界各国に国際ジャーナリストとして向かい、左翼政府と神無き国を取材するにつれて自らの保守思想を固めた。共産主義の衰退と崩壊を報道するために崩壊間近のソビエト連邦に駐在し、社会主義の悲惨な現実を目の当たりした。さらに南アフリカのアパルトヘイトの終末、ソマリアの内戦などに取材した。
2000年に政治理念の違いと新聞社の売却を理由にDaily Expressを退任 。 間もなくThe mail on Sundayに入社して、週刊のコラムとウェブログを任され、国際事情をさらに活発に取材をするようになった。ロシア連邦、ウクライナ、ガザ地区、イラク戦争、イラン、中国、北朝鮮等の現実を取材。他にThe Spectator、The Guardian、Prospect、The New Statesmanで記事を書いたことがある。

### 他の活動
本を10冊出版。著名作はイギリスでの宗教の衰退を書いたThe Abolition of Britain　と自身のキリスト教の再発見と無神論への批判のThe Rage Against God などがある。さらに BBCのQuestion Timeにコメンテーターとしてテレビ出演、大学や集会で講演、ディベートに参加などを時折している。

### 評価
- 2010年に政治部門でオーウェル賞（英語版）を受賞した[9]。
- エコノミスト紙に”力強さ、固い信念、弁舌性と勇気を具えたジャーナリスト”、と絶賛された。
- テレグラフ紙のウェスト記者に、”優しく愛深い預言者を彷彿させる男だが、今の社会から認められることはないだろう”と評された。
- 保守党のベルクウ議員にブログが”捻くれた、性差別と同性愛差別の巣窟”、と酷評された[10] 。
- コメディアンのラッセル・ブランドに現状の批判をするが、提案を全くしないことを指摘された。[11]

## 思想

### 宗教
イギリス国教会の信者。兄のクリストファーと同じく思春期から無神論に傾いていたが、30歳代にキリスト教に回心した。回心に至った理由は敵意を感じていた教会が閑やかに見えるようになり、キリスト教徒の穏やかな性格に感銘を受けたこと、そして最後の審判 (ファン・デル・ウェイデンの絵画)を肉眼で見て退廃的な自分の人生を振り返り、神の裁きを恐れたためだった 。
```
                                                               　   
主張
[
13
]
```

- 1960年代から続く進歩主義によってキリスト教によって保たれていた共通の道徳観がなくなった。故に治安が年々悪くなっている。
- 神がいると信じたほうが、社会と個人にとっても健康的である。神が空の上から全てを見ているので、罪を犯したら地獄に行き、善行を行ったら天国にいく。だが、神がいないとしたら欲求を抑えることも、親切さも不必要な冷たい社会になる。さらに、抑制が利かなくなり、国家と個人のエゴで戦争が押し通ってしまう。
- キリスト教の伝統的な家族形成が社会的、経済的に望ましい。

### 政治
自分の政治思想について、”宗教と結びつきが少なからずある保守主義。宗教は保守主義に必要なわけではないが、無神論で保守になることは難しそうだし、なぜ保守になりたがるのか分からない。”理想の政治体制は立憲君主制であり、抑制のない民主主義は腐敗と暴虐に転じる傾向があると言った。
イギリス保守党を保守主義を気取る詐欺組織、と批難し、解体を呼びかけている。根拠としては”進歩主義、平等教育と性解放”をモットーにしたNew Labourのマニフェストを導入したこと、と常に保守思想に反する行動と言動を党が行うことなどを挙げている。
　　　　　　　　　　　　　　　　　　　　　　　　　　　　　　　　
　　　　　　　　　　　　　　　　　　　　　　　　　　　　　　　　　　　　　　　　　　　　　　　　　　　　       主張　
- イギリスの政治家は常に国民に嘘をつき、国家を裏切ることしかしらない。民意を切り捨て、自らのエリート集団の利益のみ追及する偽善的なブルジョワジーである。
- 今の保守党と労働党に実質の違いは無い。高校を始め大学も大体同じ（オックスブリッジ）エリート議員で占められており、両方とも同性愛婚とリベラリズムを推し進 める急進派である。
- 移民政策は権力者しか得をしない国民への背信行為だ。低賃金を提供する移民に職が大量に奪われ、夜に一人で歩けないほど治安が悪くなり、イギリス人のアイデンティティが失われている。
- イギリス人と国家主権を守るためにヨーロッパ連合を脱退すべきである、
- サッチャー政権の自由化政策が貧困と混乱を引き起こした。
- "投票が義務だと思い込んでいるならイギリス独立党に投票したほうがいい。なぜなら、この党のみ国を生き返らす可能性があるからだ。"[16]

### 社会
理性と法に治められた社会が自由の一番の保障に成りうる、と考えている。そのために死刑執行を認める強い司法機関と麻薬への強い取り締まりを求める。さらに、度が過ぎた監視国家にイギリスがなりつつある、と危惧している。

### 世界情勢
国の主権が第一と考え、それを踏みにじろうとする国と組織を攻撃的と批判する。また、西側諸国の大義ない戦争や軍事行動に異議を唱える。
　　　　　　　　　　　　　　　　　　　　　　　　　　　　　　  　　　　　　　　　　　　　　　　　　　　　　 主張
- コソボ紛争を始め、アフガニスタン侵攻、イラク戦争、リビア内戦などの西側諸国の軍事介入は多くの命を奪っただけでなく、その周辺地域の秩序を崩壊した。
- 西側諸国がアラブの春を始め、シリアの反政府軍を支援した結果、ISILなどの過激派組織の勢力がより一斉に強まった。
- 民主的に設立されたウクライナのヤヌコーヴィチ政権に対するクーデターに西側諸国は抗議するどころが積極的に支援した。
- プーチン大統領は腐りきった政府の独裁者だが、全世界の指導者にない度胸、カリスマ性、人望と真実味がある。
- ヨーロッパ連合は自由と民主主義に反するエリート組織であり、ヨーロッパ市民の意見は一切取り入れない。
- ドイツの影響力が近年広がっている一方、アメリカ合衆国の衰退が明らかになっている。
- イスラエルを基本的に支持するが、パレスチナへの意味のない軍事行動は批難すべきだ。

## クリストファー・ヒッチェンズ
ピーターの兄は著名作家で無神論者のクリストファー・ヒッチェンズであった。クリストファーによると、二人の主な違いは神の存在の有無だった 。ピーターによると、”私達は別の人間であり、別の人生を生き、別の趣味嗜好を持ち、別の大陸に住んでいる。もし兄弟じゃなかったら知り合うことはなかっただろう。”
幼少期から二人の仲はあまり良くなく、父親に平和条約も結ばされた。クリストファーがケンブリッジ寮制学校に通ってクリスマス休暇に家に帰ってきたときに、精神的にも距離的にもピーターは彼を”見失った”という。複雑な関係の一方、ピーターは”私に最も近い血縁で、私以上にクリストファーを知っている者はいないだろう”と語った。
2007年クリストファーが出版したGod is Not Greatに対して2009年にThe Rage Against Godを出版した。宗教と無神論の社会への影響を議論したことで、二作とも高い評価を得た。
2007年にBBCのQuestion Time、に兄弟揃ってパネル討論に出演。2008年にアメリカでイラク戦争と神の存在をディベート。そして2010年に文明における神の影響を議論した。
クリストファーが2011年に食道がんで亡くなった時に、ブログで兄のことを”勇敢な男”と評して、告別式ではフィリピの信徒への手紙の一行を読んだ。